# Claudio Monteverdi
Claudio Monteverdi (Cremona, kršten 15. svibnja 1567. – Venecija, 29. studenog 1643.), talijanski skladatelj.
Bio je instrumentalist i pjevač na dvoru u Mantovi te glazbeni ravnatelj crkve Sv. Marka u Veneciji. Posljednji je veliki majstor talijanskog renesansnog madrigala i prvi izraziti operni dramatičar glazbenog baroka. Skladao je desetak opera, ali je sačuvan samo manji dio pa se njegov stilski razvoj može potpunije pratiti u crkvenim djelima i osam zbirki madrigala. Svoj novi dramatičan i afektivan stil (tzv. stile concitato) izložio je u predgovoru 8. knjizi madrigala. Od opera sačuvane su "Orfej", "Tužaljka" iz opere "Arijana", "Uliksov povratak u domovinu" i "Krunidba Popeje", kojom je položio temelje talijanskoj baroknoj operi. Djelujući na razmeđi dviju epoha svojim cjelokupnim glazbenim opusom proveo je definitivan prijelaz iz glazbene renesanse u barok. Utjecaji Monteverdijeva stila protežu se preko venecijanske i rane napuljske operne škole sve do Händela, a naziru se i kod Lullyja, Purcella i mnogih drugih.